# Överkommendant (Göteborg)
Överkommendanten i Göteborg, officiellt Överkommendant över västra gränsfästningarna, var en militär befattning i Sverige med ansvar för försvaret av Göteborg. 

## Historik
Överkommendanturen inrättades på 1600-talet och innefattade chefskapet över Göteborgs garnison, vilket inkluderade överbefälet för Garnisonsregementet i Göteborg samt befälet över Nya Älvsborgs fästning. Överkommendanten utsågs av Konungen och var lägst generalmajor. Under större delen av tiden så var Landshövdingen i Göteborgs och Bohus län även utnämnd till Överkommendant.

## Lista över Överkommendanter
Detta är en icke–komplett lista över Göteborgs överkommendanter.

- 1676–1678: Barthold de Mortaigne
- 1678–1679: Friedrich Börstell
- 1702–1709: Reinhold Johan von Fersen
- 1711–1716: Hugo Hamilton af Hageby
- 1716-1719: Carl Mörner såsom generalguvernör över Västra Sverige
- 1719-1723: Nils Posse[2]
- 1723-1730: Axel Gyllenkrok[3]
- 1731–1741: Bengt Johansson Ribbing
- 1741–1749: Lorentz Kristoffer Stobée
- 1749–1762: Johan von Kaulbars
- 1763-1772: Didrik Henrik Taube[4]
- 1772-1788: Anders Rudolf Du Rietz[5]
- 1788–1790: Johan Psilanderhielm
- 1791-1792: Isaac Müller
- 1792–1796: Johan Beck-Friis
- 1797–1807: Georg Christian de Frese

### TillförordnadÖverkommendant
- 1755-1756: Bengt Wilhelm Carlberg